# Via Prenestina

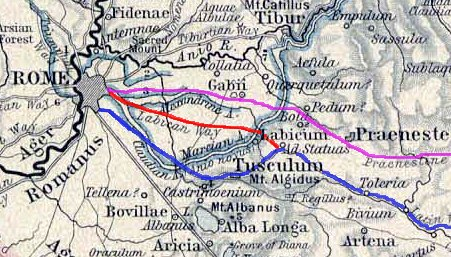
Via Prenestina em púrpura (ao norte).

Via Prenestina (em latim: Via Praenestina) era uma antiga estrada romana na Itália central. Originalmente chamada de Via Gabiana, uma referência a Gabii, a cidade do Lácio antigo para onde ela seguia, recebeu o novo nome depois de ter sido estendida até Praeneste (moderna Palestrina). Dali em diante, a estrada seguia até os Apeninos e a fonte do Anio (moderno Aniene).